# Vinallop

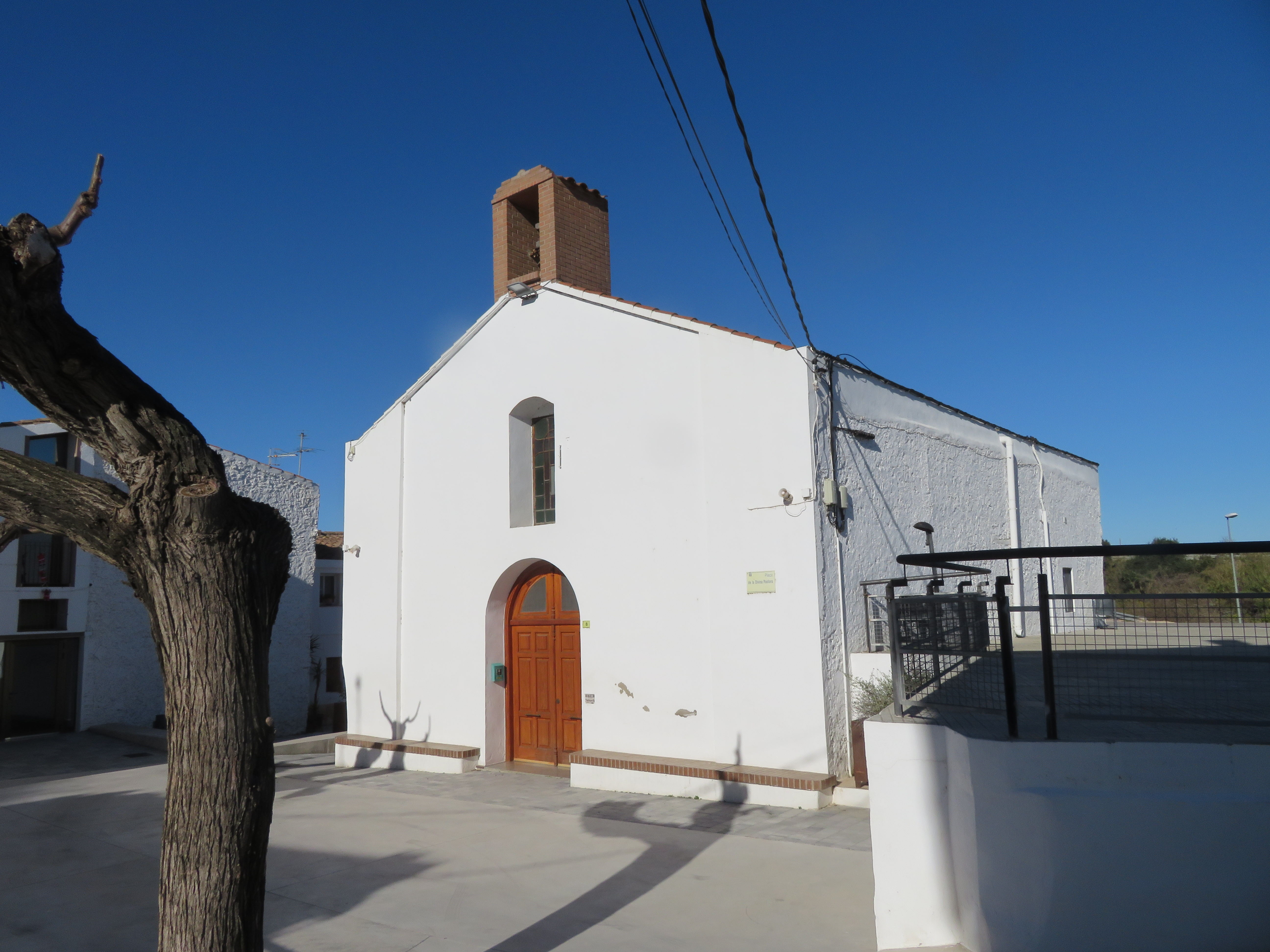
Iglesia de la Divina Pastora de Vinallop

Vinallop es una localidad de la comarca catalana del Bajo Ebro (Tarragona, España), que forma parte del municipio de Tortosa.

## Situación
El pueblo está a 6 kilómetros de la capital comarcal, Tortosa, de la cual forma parte, y al lado de una isla fluvial del río Ebro, en su margen derecho.

## Población
Cuenta con 378 habitantes (INE 2015).
- En 1981 contaba con 301 habitantes.

## Historia

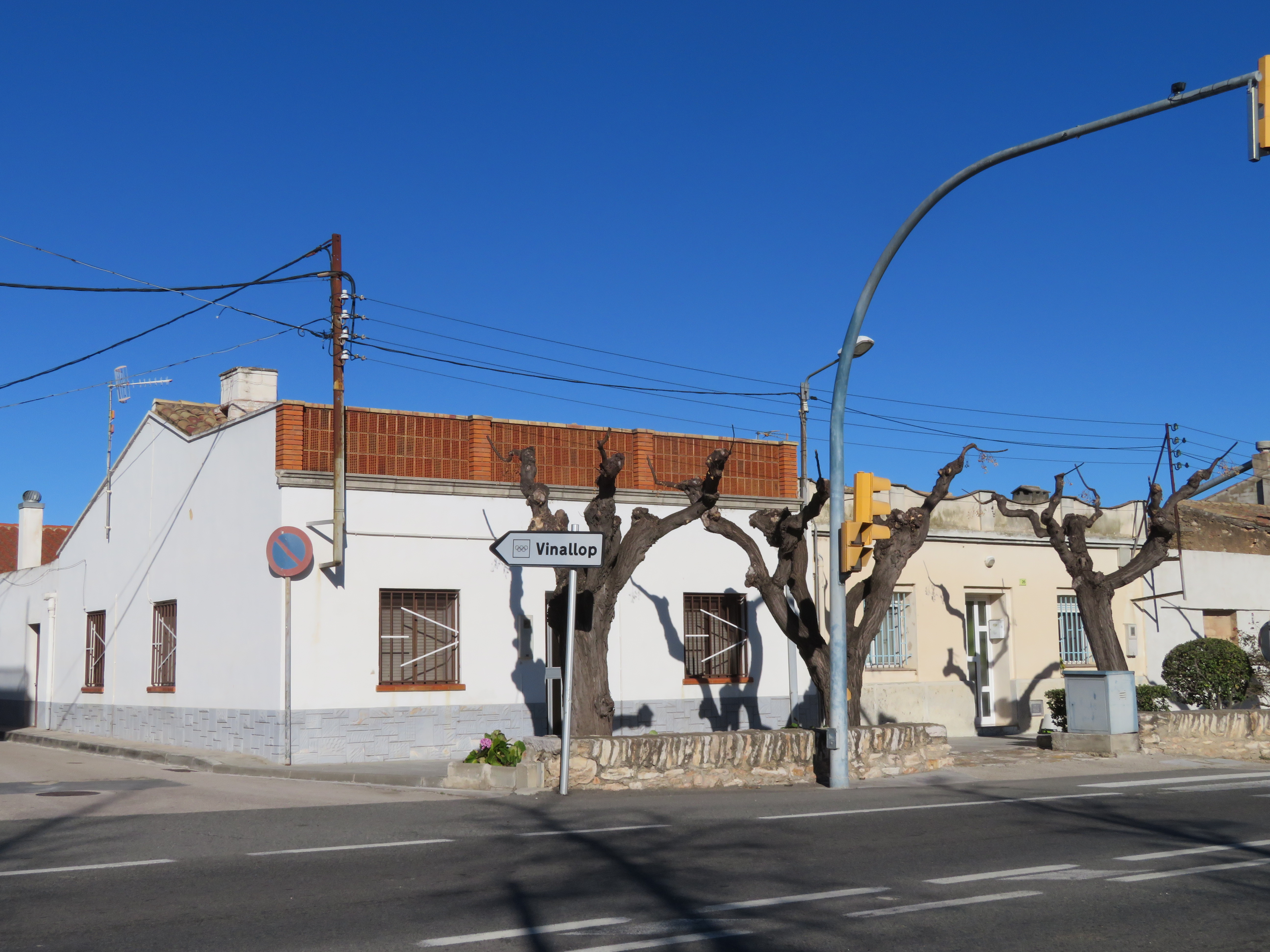
Localidad de Vinallop

Los primeros indicios de asientamentos humanos en Vinallop se remontan al Neolítico, concretamente del año 5000 a. C. en la zona del Mas de Xies.
De la época de los íberos se han hallado restos en el paraje del Pla de les Sitges.
De los romanos se han localizado enterramientos y una lápida funeraria en la partida de Mianes (ver artículo Dertosa).
De la época islámica Vinallop heredó su actual nombre (Ibn Ayyub) (en caracteres árabes: ابن أيوب) que significa: Hijo del profeta Ayyub.
A partir de la conquista cristiana del territorio de Tortosa, a mediados del siglo XII, se empiezan a encontrar documentos con el nombre de Vinallop (Abinalop).
A partir del siglo XIX se empieza a asentar una población estable.
Vinallop conserva restos de las trincheras que en la Guerra Civil el ejército franquista, utilizó para fustigar el acceso a la ciudad de Tortosa, en el margen izquierdo, entre los años 1938 y 1939.
Historia actual
Modernamente se construyeron nuevas viviendas y en 2011 se inauguró en el pueblo un Complejo Ciclista como instalación complementaria a la del velódromo de Tortosa.

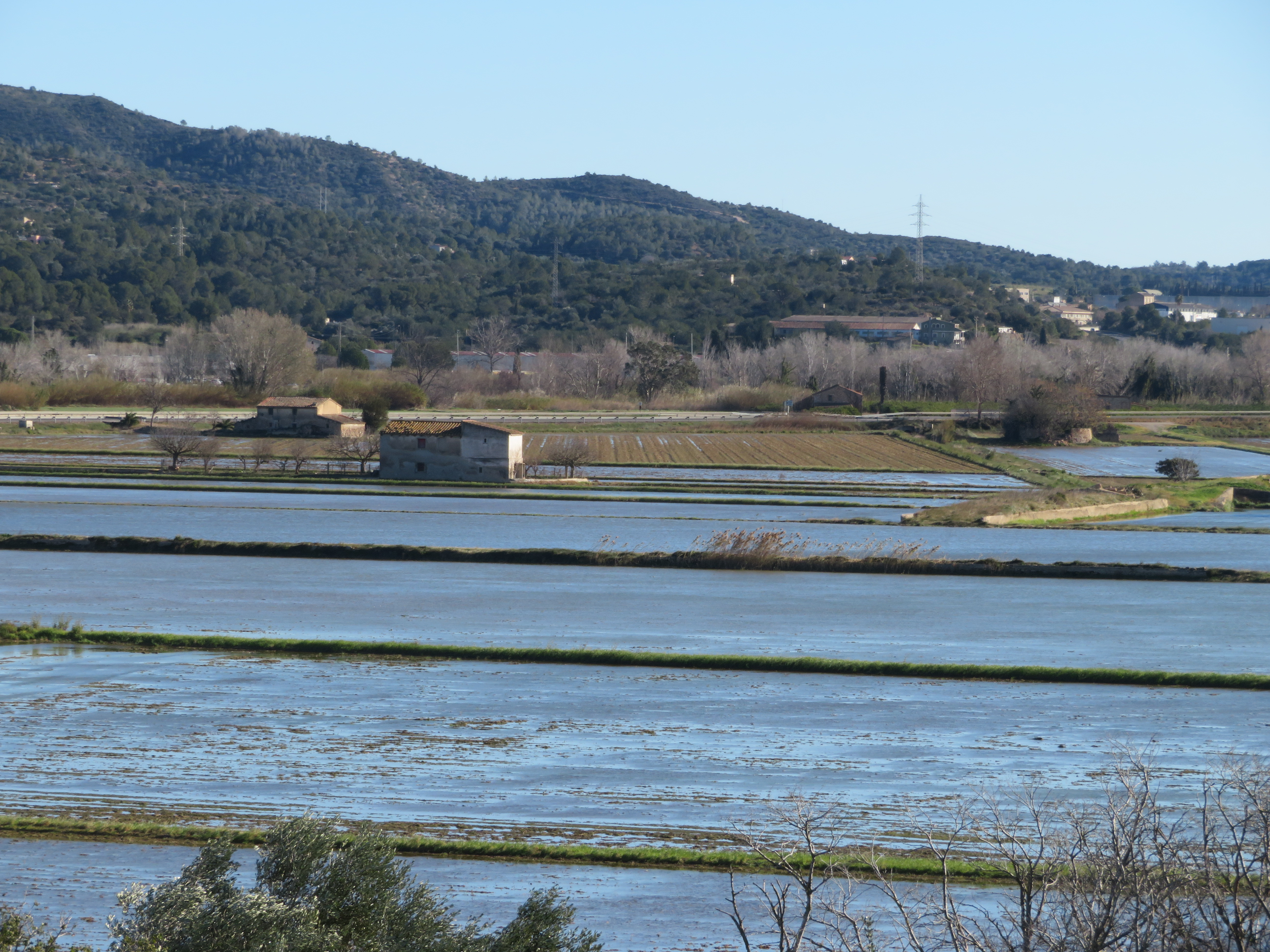
Agricultura, arrozales, entorno fluvial de Vinallop

## Economía
De igual modo que el resto de las localidades de la comarca, sus vecinos se desplazan a trabajar a localidades de su alrededor, si bien, la población cuenta con granjas (aves y porcino principalmente) y zonas agrícolas de cultivo (arroz, huerta, olivos y naranjos).

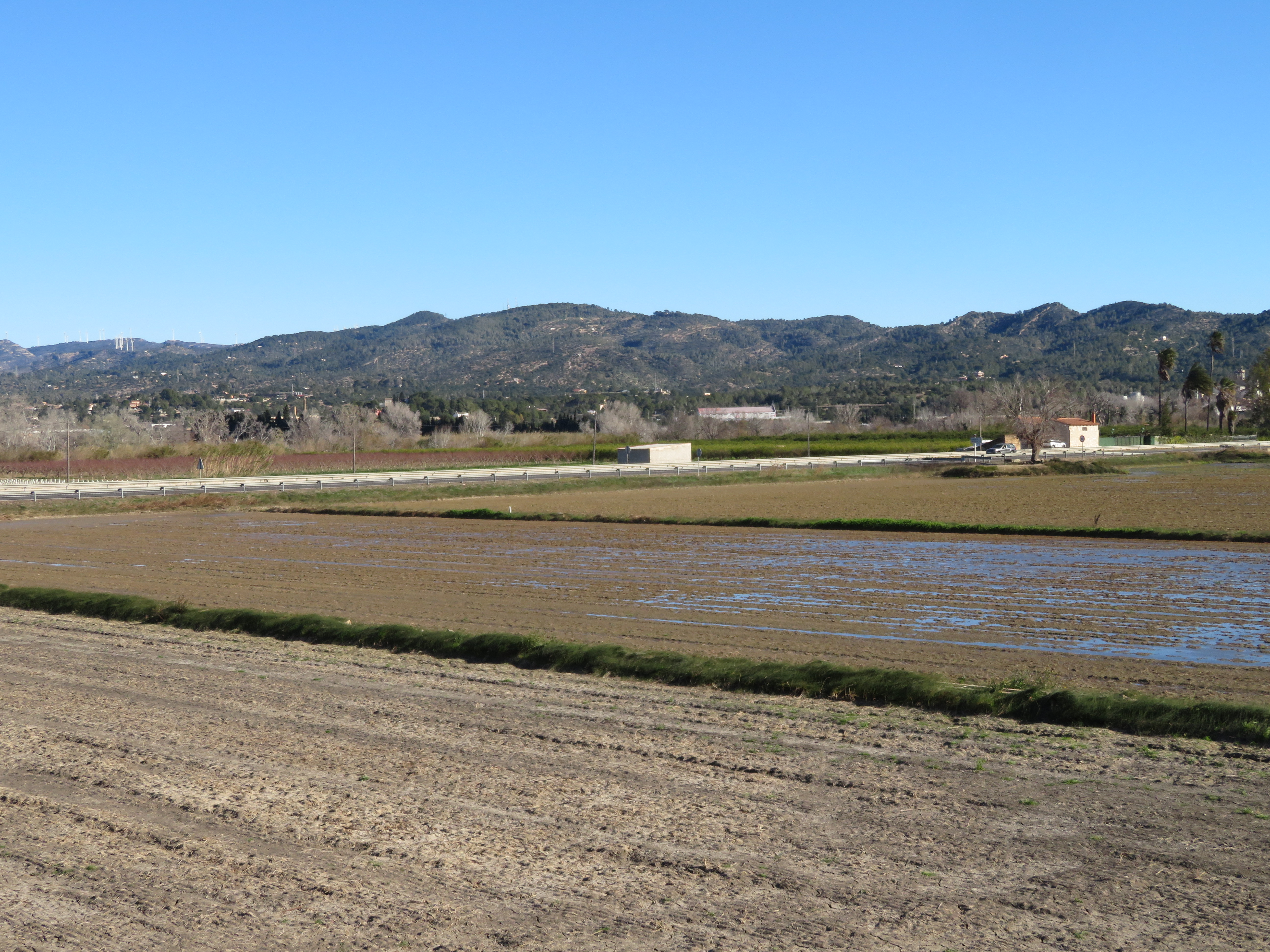
Agricultura, arrozales, entorno fluvial de Vinallop

## Lugares de interés
- Iglesia de la Divina Pastora, que está supeditada a la Parroquia del Roser.
- Yacimiento arqueológico Pla de les Sitges.
- Entorno fluvial.

## Fiestas
Fiesta patronal de la Divina Pastora, que se celebra cada año la 1ª semana de agosto.